# Martella furva
Martella furva là một loài nhện trong họ Salticidae.
Loài này thuộc chi Martella. Martella furva được Arthur Merton Chickering miêu tả năm 1946.